# Proces pierwszej Egzekutywy Krajowej OUN
Proces pierwszej Egzekutywy OUN (zwany również procesem 11) – proces przeprowadzony przez władze radzieckie 29 października 1940 we Lwowie na aresztowanych przez NKWD 11 członkach Organizacji Ukraińskich Nacjonalistów, działaczach Egzekutywy Krajowej OUN. 
Sądzeni byli członkami lwowskiej Krajowej Egzekutywy OUN, utworzonej 24 marca 1940, przybyłymi z Krakowa w celu organizowania antysowieckiego podziemia. Zostali aresztowani w marcu i kwietniu 1940. Na karę śmierci zostali skazani W. Wojtiuk, P. Haba, W. Hryniw, O. Hrycak, W. Zełenyj, B. Iwaszkiw, J. Łewyćkyj, S. Nikłewycz, F. Fedeczko, Ł. Charkewycz (wyrok wykonano 20 lutego 1941). M. Włodyczko został skazany na 10 lat więzienia.
Po rozbiciu Egzekutywy przybyły z Krakowa Dmytro Myron utworzył drugą Egzekutywę, której został przewodniczącym. Jego zastępcą został Kost Cmoć.

## Literatura
- Grzegorz Mazur, Jerzy Skwara, Jerzy Węgierski - "Kronika 2350 dni wojny i okupacji Lwowa", Katowice 2007, ISBN 978-83-86250-49-3